# Evangelische Kirche Wilnsdorf

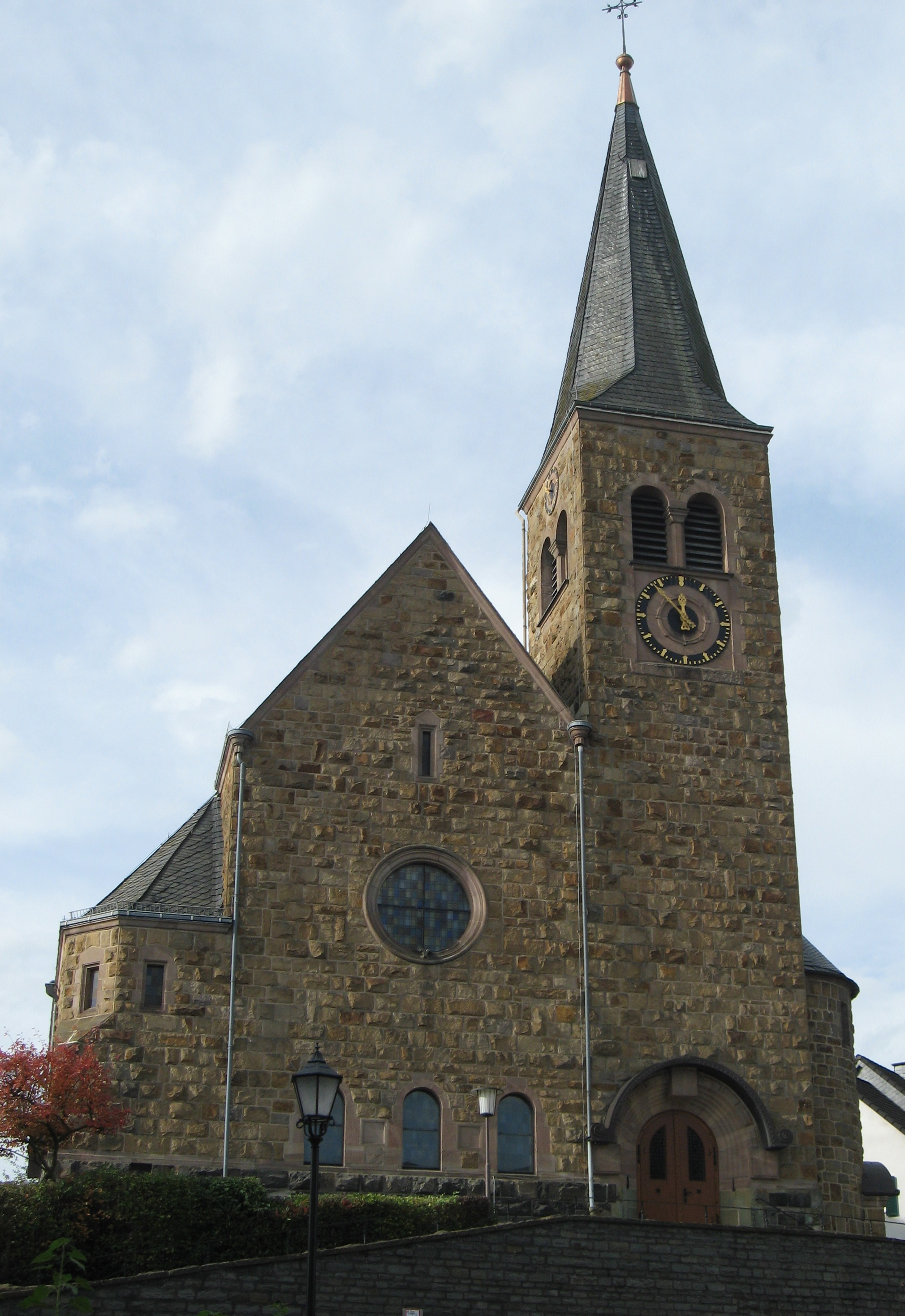
Evangelische Kirche in Wilnsdorf

Die Evangelische Kirche in Wilnsdorf ist ein Kirchengebäude in Wilnsdorf im nordrhein-westfälischen Kreis Siegen-Wittgenstein und die Hauptkirche der evangelischen Kirchengemeinde Wilnsdorf, die zum 1. Januar 2011 in der Evangelisch-Reformierten Kirchengemeinde Rödgen-Wilnsdorf aufging. Sie ist Teil des Kirchenkreises Siegen-Wittgenstein  der Evangelischen Kirche von Westfalen.

## Standort
Die Kirche steht zum Teil auf den alten Grundmauern der 1233 abgebrannten Wilnsdorfer Burg. Auf einer Höhe von knapp 380 m am Südosthang eines östlichen Elkersbergauslegers gelegen, überblickt man von der Kirche aus einen großen Teil des heutigen Wilnsdorfs sowie nahezu den ganzen Ort, der zur Bauzeit existierte. Nicht zu sehen sind ein Teil der Siedlung rechts der Bundesstraße 54 in Richtung Kalteiche und die Bebauung auf der Hohenroth. Die Kirche liegt etwa 100 m vom alten und 460 m vom neuen oder jetzigen Ortskern Wilnsdorfs entfernt.

## Geschichte

### Vorgeschichte

Gottesdienst in der alten Wilnsdorfer Kirche

Nach der Umpfarrung der drei Wildener Gemeinden im Jahr 1892 von Neunkirchen und Burbach nach Wilnsdorf war die ehemalige Simultankirche in Wilnsdorf zu klein für die Zahl der Gemeindeglieder. 302 Sitzplätze waren vorhanden. Im März 1893 wurde sie umgebaut, um mehr Gottesdienstbesucher unterzubringen. Sie lag 1–2 m unterhalb der jetzigen. 1904 betrug die Zahl der Gemeindeglieder aus Wilnsdorf, Wilden und Wilgersdorf zusammen etwa 1400 Menschen. Sechs Jahre später, 1910, zählte die Kirchengemeinde in Wilnsdorf 500, in Wilgersdorf 655 und in Wilden 657, gesamt also 1812 Gemeindeglieder.

### Bauplanungen
Am 16. April 1904 fand der Plan des Herborner Architekten Ludwig Hofmann für einen Erweiterungsbau keinen Anklang, weil er 100 Sitzplätze weniger aufwies statt das Platzangebot zu vergrößern. Zudem war man mit der geplanten „Zwiebelhaube“ des Kirchturms unzufrieden, die nicht zu einem siegerländer Dorf passen würde. Hofmann erarbeitete einen neuen Umbauplan sowie einen Plan für einen Neubau. Da dieser nur 15.000 Mark teurer sein sollte als ein Umbau der Kirche und man damit nicht an die tiefe Lage der Kirche gebunden war, beschloss die Gemeinde einen Neubau der Kirche. Das Konsistorium in Münster, dem Hofmann den Neubauplan vorlegte, hielt die veranschlagte Bausumme von 75.000 Mark jedoch für zu hoch und verwies die Gemeinde an den Hagener Architekten Gustav Mucke, der die Kirche in (Dortmund-)Wellinghofen mit 600 Plätzen für 54.600 Mark gebaut hatte. Die Gemeinde beauftragte daraufhin Mucke, einen Plan für den Neubau der Kirche zu entwerfen. Dieser Plan sah einen Neubau für nur 50.000 Mark vor. Die alte, 1789 erbaute Simultankirche stand unter Denkmalschutz und durfte deshalb nicht abgebrochen werden. Die Bezirksregierung Arnsberg legte die Baupläne Muckes dem zuständigen preußischen Ministerium vor. Dieses genehmigte den Abbruch der alten Kirche, verwarf aber die Baupläne. Der Gemeinde wurde nahegelegt, zum Architekten Hofmann zurückzukehren. Diese konnte sich aber nicht dazu entscheiden, so reiste Pfarrer Friedrich Adrian, seit 1904 als Nachfolger von Pfarrer Böcking im Amt, am 16. Oktober 1906 persönlich nach Berlin zum zuständigen Ministerium, um die Baugenehmigung für die neue Kirche nach den Plänen Muckes zu erhalten. Die Architektenfrage für den Neubau wurde dort zum Streitpunkt, da man im Ministerium für Hofmann als Baumeister war. Der Wilnsdorfer Pfarrer konnte sich allerdings durchsetzen und die Wilnsdorfer erhielten am 8. Februar 1908 die Genehmigungen für Neubau nach Muckes Plänen. Vor dem Baubeginn mussten die auf 73.300 Mark veranschlagten Neubaukosten gedeckt sein. Eine Kirchen- und Hauskollekte ergab 19.260 Mark, ein seit 1903 gesammelter Fonds lag bei 2800 Mark, weitere freiwillige Einnahmen lagen bei 3000 Mark und ein Hilfsfonds, den der altpreußische Evangelische Oberkirchenrat bewilligte, ergab nochmals 12.000 Mark. Durch die Genehmigung einer Anleihe von 15.000 Mark standen Anfang 1911 52.100 Mark zur Verfügung. Die Deckung der fehlenden 21.200 Mark wurde durch ein königliches Gnadengeschenk erreicht.

### Bau und Einweihung
Nachdem die Finanzierung des Baus geregelt war, erfolgte am 6. November 1911 der erste Spatenstich für die neue Kirche. Bereits am 7. Dezember desselben Jahres begannen die Maurerarbeiten. Diese wurden teils in heimischem Bruchstein ausgeführt. Die Erd- und Maurerarbeiten wurden durch den Unternehmer F. Giebeler in Eiserfeld und den Maurer J. Oster in Westerburg durchgeführt. Die alte Kirche konnte noch bis April 1912 genutzt werden. Am 9. April 1912 wurde mit ihrem Abbruch begonnen. Die Neubaukosten wurden um 10.000 Mark überschritten, so musste eine Anleihe von 25.000 Mark bei der Sparkasse des Amtes Weidenau in Anspruch genommen werden. Die Außenmauer wurde in Ruhrsandstein aus Herdecke gemauert, das Dach mit Schiefer aus Brachbach gedeckt. Im Winter 1912/1913 wurde hauptsächlich am Innenausbau gearbeitet. Eine Dampfheizung wurde eingebaut. Die 900 Mark teure Turmuhr wurde vom Wilnsdorfer Amtmann gestiftet. Die 4500 Mark teure Orgel wurde von der Orgelbauwerkstatt Paul Faust in (Wuppertal-) Barmen geliefert.
Am 20. April 1913 wurde die Kirche mit einem Festzug vom Pfarrhaus im Herrengarten zur Kirche eingeweiht. Die Weihe übernahm Generalsuperintendent Zöllner. Pfarrer Adrian hielt die Festpredigt über Vers 8 in Psalm 26, der auch im Altarraum in großen Buchstaben angeschrieben ist. Nach dem Ersten Weltkrieg wurde im hinteren Teil eine Gedenktafel für die Gefallenen der Kirchengemeinde aufgehängt. Während der Inflation zahlte Pfarrer Adrian aus eigenen Mitteln die gesamte, noch ausstehende Summe der Anleihe von 25.000 Mark, die er später wieder von der Gemeinde zurückerhielt.

### Denkmalschutz
Die Kirche steht seit 1977 unter Denkmalschutz. Die Begründung lautete (Zitat): „Die in exponierter Lage am Hang errichtete Kirche ist ein schmuckloser, in rauhem Bossenquadermauerwerk ausgeführter Jugendstilbau mit seitlich in der Fassade stehender Turm und verschieferten Dächern. Auch das Innere weist mit seiner Holztonne über dem Mittelraum, sowie mit der Anordnung von Orgel – Kanzel – Altar und Emporen, charakteristische Züge eines evangelischen Kirchenbaues um 1910 auf.“

## Sanierungsmaßnahmen

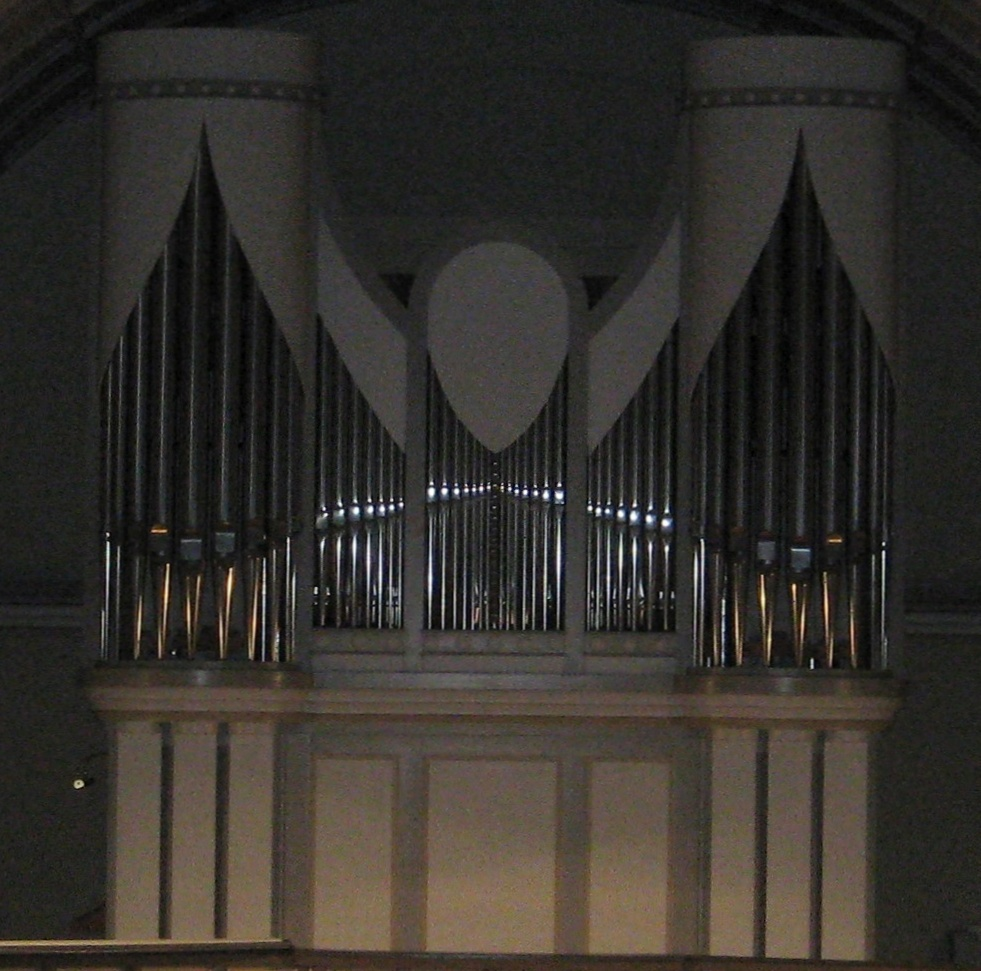
Die Orgel seit 1988

- 1957: Eine elektrische Läuteanlage wurde eingerichtet.
- 1961: Innenrenovierung inklusive Erneuerung der Orgel. Kosten: 70.745 Mark
- 1963: Das alte Schieferdach wurde erneuert, die Heizungsanlage von Koks auf Öl umgestellt.
- 1966: Die Bruchstein-Stützmauer stürzte ein. Die Wiederherstellung der Mauer sowie der Bau einer neuen Treppenanlage kosteten 70.000 Mark.
- 1982: Einbau einer Dampfheizung.[3]
- 1984: Die Fugen des Außenmauerwerks wurden für 75.000 Mark mit elastischem Spezialmörtel saniert.
- 1988: Eine neue Mebold-Orgel wurde eingebaut, der Altarraum renoviert. Kosten: 235.000 Mark
- 1989: Die mechanische Turmuhr wurde mit einer Funksteuerung ausgestattet.
- 1995: Eine mobile Trennwand im hinteren Teil der Kirche wurde eingebaut.
- 1997: Die Turmspitze mit Kreuz und Kupferhaube wurde erneuert. Als Energiesparmaßnahme wurde Schutzverglasung in alle Fenster eingesetzt.
- 2000: Die Beleuchtung wurde erneuert und die Lautsprecheranlage saniert.
- 2002: Ein Eingang wurde behindertengerecht umgebaut. Im hinteren Teil der Kirche wurde eine Kinderecke eingerichtet.
- 2010: Für 60.000 Euro wurde die Heizungsanlage gegen eine neue, kostengünstigere Anlage ausgetauscht.[3]

## Gebäude

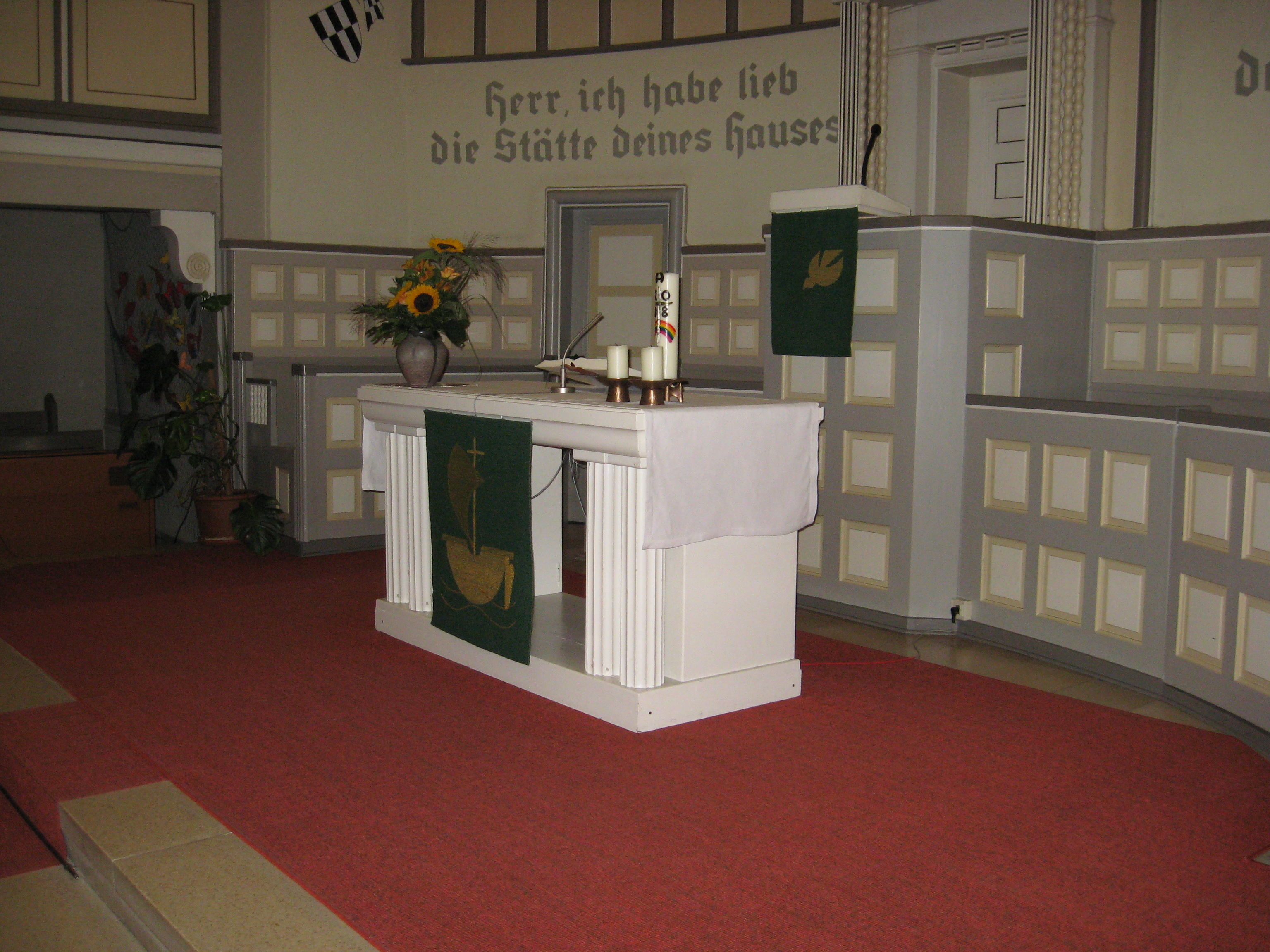
Altarraum

Die Kirche ist als Jugendstilbau errichtet und hat eine Größe von 20 m mal 14,5 m. Der Kirchturm wurde am hinteren bzw. Nordostende der Kirche gebaut und ist 36 m hoch. Der Grundriss der Kirche weist im hinteren Teil an beiden Seiten eine bauliche Einrückung der Ecken auf, auf der rechten Seite größer als links. Im vorderen Teil ist die rechte Ecke zur Seite herausgezogen. Dort befindet sich eine der drei Treppen sowie ein Nebeneingang. Direkt links von diesem Teil liegt, unterhalb des Glockenturms, der Haupteingang des Gebäudes. Dieser führt in einen Vorraum, durch den man nach vorn in den rechten Seitengang und nach links hinter den mit Bänken bestückten Teil der Kirche sowie nach rechts in das erwähnte Treppenhaus gelangt. Im hinteren Teil der Kirche ist eine Sitz- und Kinderspielecke eingerichtet, die mit mobilen Trennwänden abgetrennt werden kann. Im Anschluss befindet sich das zweite Treppenhaus, in dem auch ein zweiter Nebeneingang ist, der von außen behindertengerecht umgebaut wurde.
Nach vorne erstrecken sich über die komplette Gebäudebreite die Sitzreihen der Bänke. In der Breite der hinteren abgetrennten Räumlichkeiten ist auch der Altarraum mittig begrenzt. Hinter dem Altarraum befinden sich die Sakristei sowie auf der linken Seite ein drittes Treppenhaus mit Seiteneingang. Oberhalb der Sakristei steht die 1988 aufgestellte Orgel. Im Altarraum der Kirche ist in großen Buchstaben der Vers „Herr, ich hab lieb die Stätte Deines Hauses und den Ort, da deine Ehre wohnt.“ (Psalm 26, Vers 8) aufgeschrieben. Links davon ist das Wappen der Herren von Wilnsdorf, rechts eine Zeichnung von der Zerstörung Wilnsdorfs im Jahr 1233 aufgemalt. Mittig im Altarraum befindet sich die erhöhte Kanzel, die man nur durch die Sakristei erreicht. Die Emporen der Kirche schließen sich den baulichen Gegebenheiten den Treppenhäusern nach an, der hintere und größte Teil davon rückt ungefähr bis zur Hälfte der unteren Sitzreihen vor. Im Gebäude finden insgesamt 550 Besucher Platz.

## Glocken
Das Geläut besteht aus drei Gussstahlglocken, die beim Bochumer Verein gegossen wurden.
Die größte Glocke, auch „Totenglocke“ genannt, hat ein Gewicht von 1400 kg und einen Durchmesser von 1494 mm und kommt nur bei Sterbefällen zum Einsatz. Die mittlere Glocke wird täglich mittags und abends und am Sonntag halbstündlich vor dem Gottesdienst eingesetzt, sie ist 1000 kg schwer und hat einen Durchmesser von 1330 mm. Die kleinste Glocke wird bei Hochzeiten und zum Einläuten des Sonntags sowie zur Einladung zum Gottesdienst geläutet. Sie wiegt 480 kg bei einem Durchmesser von 1018 mm.